# KEEP IT BLAZING
「KEEP IT BLAZING」（キープ・イット・ブレイジング）は、2009年7月8日に発売されたHAN-KUN（湘南乃風）の1枚目のシングルである。発売元はトイズファクトリー。

## 概要
- 自身にとっては初のソロシングル。
- 初回盤には、HAN-KUN初のソロツアー「LEGEND」の横浜BLITZでのライブ音源を収録したCDが付属。
- ライブDVD「LEGEND」と同時発売となった。

## 収録曲

### CD
1. KEEP IT BLAZING
（作詞・作曲・編曲：HAN-KUN）
2. LION
（作詞・作曲・編曲：HAN-KUN）
3. 夢を
（作詞・作曲：HAN-KUN / 編曲：SONPUB）
「Ronaldinho ～Respect to Ronaldinho～」収録（当初は「夢」というタイトルだった）。
4. KEEP IT BLAZING -inst.-
5. LION -inst.-

### LIVE CD
- LEGEND TOUR 2008 mixed by BK

1. INTRO
2. HOTTER THAN HOT
3. REQUEST
4. TAKE YOU HIGH～STYLE MANUAL～BOOM釈迦楽
5. NO DOUBT!!～LIFE～A BRAVE MAN
6. BABYLON
7. JAMAICA
8. Intel ude
9. REGGAE MAN
10. SAIKOH
11. JOURNEY
12. それでいいんだ
13. FOR YOU
14. 友達
15. T.R.Y.